# Heinrich Otto von Albedyl
Heinrich Otto von Albedyl, auch Albedyll oder Albendell, 1720 Freiherr, (schwedisch Heinrich Otto Friherre von Albedyl; * 13. August 1666 in Stolben, Schwedisch-Livland; † 8. Januar 1738 in Hamburg) war ein schwedischer Generalleutnant der Infanterie.

## Leben

### Herkunft und Familie
Heinrich Otto war Angehöriger des deutsch-baltischen Adelsgeschlechts von Albedyll. Er war wahrscheinlich ein Sohn des Erbherrn auf Stolben und Aggers, Otto Albedyl († nach 1670) sowie der Anna, geborene von Rosen aus dem Hause Schonangern.
Er vermählte sich 1698 in Torgau mit Elisabeth Anna von Schwicheldt aus dem Stift Hildesheim (1666–1734). Aus der Ehe gingen drei Kinder hervor:
- Friedrich Christian (1699–1769), hannoverscher Geheimer Kammer- und Finanzrat[3], ⚭ Henriette Freiin von Mahrenholtz
- Otto (1706–1770), Kapitän bei der sächsischen Garde, nachmaliger hannoverscher Oberst[4], ⚭I 1744/1745 Christine Amalie von Plessen aus dem Hause Katelbogen (1720–1745/1746); ⚭II Juliane Magdalene von Mahrenholtz
- Barbara Friederica († 1744), ⚭ 1721 Hans Hendrik Graf Taube von Kudding (1698–1766), schwedischer Hofmarschall

### Werdegang
Albedyl begann seine Laufbahn 1683 als Musketier im Regiment „v. Rosen“ in kaiserlichen Diensten im Türkenfeldzug, wo er 1683 den Entsatz vor Wien mitmachte und 1684 als Fähnrich in Ungarn stand. 1685 wechselte er als Fähnrich im Österbottens-Regiment in schwedische Dienste und stand 1687 als Leutnant in Mauritz Vellingks Regiment in Stade. Im Dienst Wilhelms von Oranien im Pfälzischen Erbfolgekrieg in Flandern avancierte er 1689 zum Kapitän und war 1691 Major im Regiment „Wilhelm von Sachsen-Gotha“. Er war 1692 Brigade-Major in englischen Diensten und stand 1694 als Oberst beim Regiment „Markgraf von Baden“ unter dem Kommando von Feldmarschall Seinhau im Dienst der Republik Venedig. Albedyl wurde 1696 Hofrat des Markgrafen, schließlich Oberhofmeister, Landhauptmann und Kommandant der Plassenburg in Franken. Ebenfalls 1696 wechselte er in sächsische Dienste, wo er unter die Büchsenschützen in Dresden kam und 1702 seinen Abschied als Generalmajor erhielt. 1704 bei der Einnahme Warschaus stand er endlich wieder bei den Schweden und erhielt dort 1707 als Oberst und Chef ein deutsches Dragoner-Regiment. Im Jahre 1709 war er Vizegouverneur von verteidigte Riga und geriet nach der Kapitulation in russische Kriegsgefangenschaft. Gerade entlassen, geriet er 1712 in Stralsund in dänische Gefangenschaft, wo er bis 1716 festgehalten wurde. Ab 1714 stand er wieder im Rang eines Generalmajors und war Kommandeur des Jönköping-Regiments. Er stieg 1717 zum Generalleutnant der Infanterie auf. Er nahm 1718 am Feldzug gegen Norwegen teil, wurde Kommandeur des Värmland-Korps und wurde im selben Jahr, während der russischen Besatzung der Stadt, Titular-Gouverneur von Riga. Nachdem er 1720 in den schwedischen Freiherrnstand erhoben und im selben Jahr bei der Freiherrnklasse der Schwedischen Ritterschaft introduziert wurde, hat er 1724 einen Abschied erhalten. 1725 war er Kommandant der Leib-Kompanie zu Fuß von Hamburg. Er zog sich schlussendlich auf sein Gut Niendorf zurück, wo er im Erbbegräbnis seiner Familie beigesetzt wurde. In Hamburg wurde er aber bis 1738 als Kommandeur geführt, Nachfolger wurde der spätere schwedische General Johann von Steenflycht.

In der Niendorfer Kirche befindet sich im Fußboden eine Grabsteinplatte mit dem freiherrlichen Wappen und der Inschrift: 

„Ruhestätte Ihro Exellence des Königl. Schwedischen Generallieut. und Obristen über ein Regiment zu Fuss wie auch Commandant der löblichen Stadt Hamburg Herrn Heinrich Otto von Albedyll Freiherrn und seiner Familie, nach Ableben des letzten Kindes in sechzig Jahren nicht zu eröffnen. Der oft Gewalt und Neid Grossmüthig überwunden, Hat nach so manchem Streit Hier seine Ruhe funden.“

An der Südwand der Kirche hängt dazu ein vom Sohn Friedrich Wilhelm gestiftetes Epitaph aus Marmor, Alabaster und Sandstein mit allegorischem Schmuck und kriegerischen Emblemen mit der Inschrift: 

„Henrico Ottoni L. B. Albedyll ex vetusta nobilitate Livonica, regum et regni Sueciae copiarum pedestrium praefecto, Caroli XII. regis in untraque fortuna comiti, postremis XIIII. annis R. P. Hamburg. praesidii praeposito, qui obiit d. VII. Januar a. MDCCXXXVIII, annos natus LXXI, et Ilsae Annae de Schwiechelt ex mareschallis haereditariis Episcopatus Hildeshemensis, quae decessit d. VII. Decembr. a. MDCCXXXIV, annos nata LXVIII, parentibus venerandis, amantissimis, filius natu maximus Friedericus Christianus L. B. Albedyll M. Brit. regis et Electoris Brunsvic. Luneburg. consiliarius rei dominicae intimus hoc pietatis et grati animi m. p. Idem dominus haereditarius in Niendorff et ecclesiae hujus patronus carissimorum parentum exuvias Hamburgo huc transferri et sepulcro concamerato j. c.“